# Наспері
Наспері (груз. ნასპერი) — село в Грузії.
За даними перепису населення 2014 року в селі проживає 149 осіб.